# Trechus terrabravensis
Trechus terrabravensis is een keversoort uit de familie van de loopkevers (Carabidae). De wetenschappelijke naam van de soort is voor het eerst geldig gepubliceerd in 2004 door Borges; Serrano & Amorim.